# Вірменія (теплохід)
«Вірменія» (рос. Армения) — радянський пасажирсько-вантажний теплохід типу «Аджарія», побудований на Балтійському заводі в Ленінграді у 1928 році. 7 листопада 1941 року був потоплений німецькою авіацією поблизу узбережжя Криму. Число загиблих склало, за різними оцінками, від 5 000 до 7 000 осіб. Нині — братська могила, пам'ятка підводної культурної спадщини України.

## Історія
Спущений на воду у листопаді 1928 року теплохід «Вірменія» входив у в шістку найкращих пасажирських суден Чорного моря, що складалася з однотипних теплоходів «Абхазія», «Аджарія», «Україна», «Вірменія», «Крим» і «Грузія». До війни курсував на кримсько-кавказькій експресній лінії Одеса — Батумі — Одеса. З початку Німецько-радянської війни судно здійснило 15 успішних рейсів на Кавказ і вивіз понад 15 тисяч евакуйованих.
6 листопада 1941 року в Севастополі «Вірменія» прийняв на борт 300 поранених, а також медичний і господарський персонал Севастопольського військово-морського госпіталю, 2-й військово-морський і Миколаївський базові госпіталі, санітарний склад і епідеміологічна лабораторія, працівників санаторію ВЦСПС та інші медичні служби флоту, частина медперсоналу Приморської і 51-ї армій, а також евакуйовані жителі Севастополя. Капітан «Вірменії» Володимир Плаушевський отримав наказ вийти з Севастополя 6 листопада о 19.00 і прямувати в Туапсе. Для супроводження санітарного транспорту був виділений тільки один морський мисливець М-041.
Близько 17:00 6 листопада «Вірменія» вийшла із Севастополя. За різними оцінками, на борту перебувало від 4,5 до 7 тис. людей. О другій ночі 7 листопада судно прибуло в Ялту, де взяло на борт ще кілька сотень людей.

## Загибель «Вірменії»
О восьмій ранку судно вийшло з порту, а об 11 годині 25 хвилин було атаковано поодиноким німецьким торпедоносцем He 111. Літак зайшов з боку берега і з дистанції 600 метрів скинув дві торпеди. Одна з них влучила в носову частину теплохода. Через чотири хвилини «Вірменія» затонула. Незважаючи на те, що транспорт мав розрізнювальні ознаки санітарного транспорту, «Вірменія» порушила цей статус, оскільки була озброєна чотирма зенітними гарматами 21-К. Крім поранених і біженців, на її борту перебували військовослужбовці та співробітники НКВС. Корабель супроводжували озброєний катер і два винищувачі І-153. У зв'язку з цим «Вірменія» була «законною» з точки зору міжнародного права військовою ціллю. Згідно з офіційною радянською історіографією вважалося, що на судні загинуло близько 5 тисяч людей, на сьогодні оцінки збільшені до 7–10 тисяч осіб. Врятувати вдалося тільки вісьмох. Катастрофа «Вірменії» за кількістю жертв є однією з найбільших у світовій історії.
Існує версія, що причиною катастрофи стали злочинні помилки командування Чорноморського флоту. Переповнений теплохід, замість того щоб зробити перехід до Кавказького узбережжя в темний час доби у відносній безпеці, був відправлений командуванням в Ялту, хоча в Севастополі знаходилися десятки менш цінних суден, які могли б провести евакуацію з цього міста. В результаті навантаження затягнулося на всю ніч і капітан був змушений вийти в море з Ялти до восьмої ранку. Рішення капітана було виправдане, оскільки Ялта не мала жодних засобів протиповітряної оборони, крім того, в будь-який момент вона могла бути захоплена наступаючими німецькими частинами; в цьому випадку «Вірменія» була б просто розстріляна польовою артилерією противника. У морі ж теплохід мав можливість хоча б ухилятися від атак маневруванням.
Нині санітарний транспорт «Вірменія» включений у перелік пам'яток підводної культурної спадщини України як братська могила близько 7 000 осіб — об'єкт № 180-п/і. В 2000-х роках Департамент підводної спадщини Україні почав пошукові роботи на місці загибелі судна, які не мали успіху. У 2006 році до робіт на прохання української сторони приєднався Інститут океанографії і океанології США (NOAA) під керівництвом Роберта Балларда, проте «Вірменія» так і не була знайдена. Остання експедиція 2008 року, до якої було залучене океанографічне судно ВМС США «Пасфайндер» (англ. Pathfinder) дійшла висновку, що «Вірменія» загинула поза територіальними водами України на глибинах 1200–1500 метрів.